# Армстронг, Джозеф
Джозеф Армстронг (англ. Joseph Armstrong; 21 сентября 1816, Бьюкасл, Камберленд — 5 июня 1877, Матлок-Бат, Дербишир) — английский инженер-паровозостроитель, второй суперинтендант подвижного состава Большой западной железной дороги. На этой же дороге выдающимися инженерами стали его младший брат Джордж и сын «Джо-младший».

## Карьера

### До 1847 года
Проведя некоторое время в Канаде, Армстронги в 1824 году вернулись в Англию и поселились в Ньюберне-на-Тайне, где отец семейства Томас Армстронг стал бальи у герцога Нортумберлендского. Джозеф посещал школу Брюса в Ньюкасле-на-Тайне, в которой прежде учился Роберт Стефенсон. В 1823 году Роберт Стефенсон совместно с отцом основал в городе паровозостроительный завод. В Ньюберне, вдобавок, был один из концов Уайлемской дороги, на которой юный Джозеф мог видеть знаменитые паровозы Пыхтящий Билли и Уайлемский Дилли. В ньюбернских угольных копях были также железнодорожные пути, вагонетки по которым таскали паровыми лебёдками. В одной из этих шахт, Walbottle Colliery, Армстронг и начал свой трудовой путь.
Не менее важным, чем со Стефенсонами, было для Армстронгов знакомство с методистом и филантропом Тимоти Хэквортом, который в 1825 году стал суперинтендантом локомотивов на свежепостроенной железной дороге Стоктон—Дарлингтон. С помощью Хэкворта Армстронг ещё подростком мог получить опыт вождения паровозов на этой дороге, а также предполагается, что под влиянием примера Хэкворта Армстронг позднее в руководстве Суиндонским заводом проявлял гуманистические социально-религиозные взгляды.
Продолжая получать собственный опыт работы с пионерской технологией паровой тяги, в возрасте 20 лет (в 1836 году) Армстронг нанялся машинистом к Эдварду Вудсу на стефенсоновскую железную дорогу Ливерпуль—Манчестер, четыре года спустя перешёл машинистом на Hull and Selby Railway, где стал бригадиром и познакомился с инновационными разработками дальновидного паровозостроителя Джона Грея. Когда Грей перешёл на Брайтонский завод в 1845 году, Армстронг там познакомился с ещё одним инноватором паровозостроения Дэвидом Джоем.

### Солтни и Вулвергемптон 1847—64
В 1847 году Армстронг был назначен помощником суперинтенданта локомотивов Эдварда Джефриса на железную дорогу Шрусбери и Честера (S&CR). Её ремонтные мастерские располагались в Солтни. В апреле 1853 года Джефрис покинул свой пост, и ему наследовал Армстронг. В том же году S&CR объединила парк паровозов с железной дорогой Шрусбери и Бирмингема (S&BR), и Армстронг стал ответственным и за эти паровозы тоже, перебравшись в мастерские S&BR близ станции Вулвергемптон. Своим помощником и руководителем завода он назначил брата Джорджа.
1 сентября 1854 года S&CR и S&BR присоединились к Большой западной дороге (GWR), став её Северным дивизионом. Армстронг остался с прежними обязанностями, только теперь его руководителем стал Дэниел Гуч, базировавшийся на станции Паддингтон в Лондоне). В Вулвергемптоне началось строительство более крупного паровозостроительного предприятия.
От S&CR и S&BR на GWR пришли первые для неё паровозы стандартной колеи (с основания Брюнелем Большая западная строила локомотивы и линии брюнелевской колеи 7 ф. 1/4 д. (2140 мм)). Все они были куплены у сторонних производителей, но руководство GWR считало необходимой постройку своих паровозов стандартной колеи в Вулвергемптоне, но мастерские там были ещё не готовы, и первые паровозы стандартной колеи в 1855 году по проекту Гуча выпустил Суиндонский завод. Некоторые паровозы заказали также и на сторонних заводах. Наконец в 1859 году началось производство и в Вулвергемптоне по проектам Армстронга, который работал достаточно независимо от Гуча.

### Суиндон, 1864—77
В 1864 году Гуч подал в отставку с поста суперинтенданта локомотивов, и взамен его был назначен Армстронг, который также принял под руководство и пассажирские и товарные вагоны, став суперинтендантом подвижного состава. Северный дивизион он оставил младшему брату Джорджу.
В Суиндоне Армстронг приступил к своим многочисленным обязанностям со рвением, которое в конце концов подорвало даже его крепкое здоровье. Он был образцово-викторианским отцом семейства: строгим, неустанно трудящимся, нетерпимым к несправедливости и коррупции. Тем не менее, он был филантропом и щедро поощрял усердных работников. Вдобавок к железнодорожным занятиям, он активно руководил жизнью стремительно растущего Суиндона, занимая пост в муниципалитете, был проповедником из мирян у методистов, заботился о строительстве церквей всех христианских конфессий. Армстронг занимался городским водопроводом, был включен в деятельность Медицинского фонда, фонда помощи пострадавшим на работе, больницы и связанного с ней фонда взаимного страхования. Также Армстронг занимал пост президента основанного Дэниелом Гучем Института Механиков, и значительно его увеличил.
1860-е и 1870-е годы были временем расширения Большой западной дороги. После того как колейная комиссия парламента в 1846 году запретила строить новые ширококолейные линии, это развитие шло стандартной колеёй, но в обязанности Армстронга входило и поддержание большого парка ширококолейных паровозов, нуждавшихся в ремонте и замене, и, с 1868 года, строительство большого количества локомотивов стандартной колеи для стремительно растущей протяжённости путей стандартной и совместной колеи. В широком смысле, он был ответствен за весь подвижной состав дороги и за почти 13 тысяч человек, занятых в компании.
В 1877 году у Джозефа Армстронга стало болеть сердце. Он долго отказывался прервать работу, пока не согласился наконец на отпуск в Шотландии, но было уже поздно: по дороге на север он умер от сердечного приступа в Матлок-Бате. 7 июня в Суиндоне его провожали две тысячи работников завода, ещё сто человек приехали из Вулвергемптона, другие — со всех концов Большой Западной железной дороги, из Брайтона — знаменитый инженер Уильям Страудли, всего около шести тысяч человек. Армстронг был похоронен на кладбище церкви святого Марка, с восточной стороны. На могиле его и двух его сыновей установлен обелиск.

## Семья и дети
Джозеф Армстронг женился на Саре Бёрдон в 1848 году, у них было девять детей. Четверо были подмастерьями на Суиндонском заводе:
- Томас Армстронг (1849—1908) — после смерти отца покинул GWR и работал продажником в разных инженерных фирмах[23];
- Джон Армстронг (1851—1931) — после смерти отца стал помощником дивизионного суперинтенданта локомотивов при Уильяме Дине. С 1882 года — Дивизионный суперинтендант локомотивов Паддингтонского дивизиона, ответственный в том числе за королевский поезд. В 1916 году вышел на пенсию[24]. Его сын Ральф (род. 1880) проработал на GWR около полувека и вышел на пенсию в 1946 году, за два года до национализации[25];
- Джозеф («Джо-младший») Армстронг (1856—1888) — был слабого здоровья и много вынужденно путешествовал по Южной Африке и Средиземноморью. С молодым Чёрчуордом разработал автотормоза, которые использовались на GWR, а после национализации в Западном регионе BR ещё много лет. После Джона Армстронга «Джо-младший» был помощником у Дина, в 1885 году занял аналогичный пост у своего дяди Джорджа Армстронга в Вулвергемптоне. К сожалению, этот безусловно талантливый молодой инженер в день нового 1888 года совершил самоубийство, чтобы с помощью страховки выплатить 500 фунтов долгов. Много лет спустя Чёрчуорд говорил, что «Джо-младший», а не Чёрчуорд сам, должен был бы занять пост суперинтенданта после Дина, если бы был жив[26][27];
- Ирвинг Армстронг (1862—1935) — после Суиндонского завода стал методистским священником[28].

В 1873 году для Армстронгов GWR выстроила большой дом Ньюберн-хаус юго-восточнее Суиндонского завода. В нём жили и Дин, и Чёрчуорд, но бездетный Коллетт там не поселился, и в 1937 году дом снесли. На этом месте находится жилой комплекс Newburn Crescent (Ньюбернский полумесяц).

## Паровозы
В отличие от эпохальных проектов Гуча или совершенных разработок Дина рубежа веков, паровозы Армстронгов сравнительно мало известны. Они были списаны в большинстве своём ещё до Второй мировой войны, многие задолго до неё, и ни один не имел шанса быть сохранённым. Один из авторов пишет, что об этих паровозах много не расскажешь, потому что они были консервативны и скучны, но в консервативности своей совершенны: «справедливости ради, Армстронги оставили Большую западную железную дорогу с парком самых лучших в Британии паровозов для всех её разнообразных надобностей, а, может быть, и самым лучшим парком паровозов в мире».
Все паровозы Джозефа Армстронга были трёхосными:
- 1-1-1 «однооски» для пассажирских экспрессов, первоначально типа «Дженни Линд»[англ.][31], затем самые знаменитые тип «Королева» / «сэр Александр» («Королева», собственно, водила поезд Её Величества) и несколько меньшие «сэр Дэниел»[32];
- 1-2-0 тендерные локомотивы для медленных пассажирских поездов. Их было несколько классов, причём часто как в Суиндоне, так и в Вулвергемптоне их полностью переделывали, так что установить их историю довольно трудно;
- 0-3-0 тендерные товарные локомотивы, особенно известные «стандартные товарные Армстронга» (388 class), построенные серией из почти трёхсот экземпляров. Исключительно долговечные «Товарные Дина» (2361 class) с внешней рамой являются развитием армстронговских 388 class;
- 1-2-0 танк-паровозы для пригородных поездов, особенно известные «Метро-танки» (455 class), впервые выпущенные в 1868 году и водившие пригородные поезда близ Лондона около полувека, а потом работавшие по всей дороге. Постройка их продолжалась и при Дине. Гибсон вспоминает, как эти удивительно мощные для своих размеров и возраста паровозы лихо и пунктуально выполняли рейсы между Мейденхедом и Паддингтоном ещё около 1930 года[33]. Нок о том же времени пишет, что работа «Метро-танков» мало отличалась от современных электросекций: «Старые армстронговские 1-2-0 представили мне классический пример чёткого соблюдения пригородного расписания. Неважно, какой именно паровоз выходил на линию, все они работали с точностью часов»[34];
- 0-3-0 танк-паровозы для лёгких поездов и маневровые. Многие из них при Чёрчуорде были переделаны на топки Бельпера и боковые танки вместо седлообразных.